# Pseudarctos bavaricus
A Pseudarctos bavaricus az emlősök (Mammalia) osztályának ragadozók (Carnivora) rendjébe, ezen belül a fosszilis medvekutyafélék (Amphicyonidae) családjába és az Amphicyoninae alcsaládjába tartozó faj.
Az eddigi felfedezések szerint, nemének az egyetlen faja.

## Tudnivalók
A Pseudarctos bavaricus Európa és Ázsia területein fordult elő, a középső miocén korszak idején, azaz 16,9-11,1 millió évvel ezelőtt.
Ezt az ősragadozót 1899-ben, Max Schlosser írta le, illetve nevezte meg. 1988-ban Carroll behelyezte az Amphicyonidae családba.
Az állat maradványai Kínából, Szlovákiából és Franciaországból kerültek elő. A kövületek alapján, akkora lehetett mint egy nagyobb róka.

## Fordítás
- Ez a szócikk részben vagy egészben  a   Pseudarctos című angol Wikipédia-szócikk ezen változatának fordításán alapul.  Az eredeti cikk szerkesztőit annak laptörténete sorolja fel. Ez a jelzés csupán a megfogalmazás eredetét és a szerzői jogokat jelzi, nem szolgál a cikkben szereplő információk forrásmegjelöléseként.